# Joeri Titov
Joeri Jevlampievitsj Titov (Russisch: Юрий Евлампиевич Титов) (Omsk, 30 augustus 1929) is een Sovjet turner.
Titov nam in totaal driemaal deel aan de Olympische Spelen en won in totaal negen medailles. Titov won tijdens zijn olympische debuut in 1956 de gouden medaille in de landenwedstrijd en de zilveren medaille aan de rekstok en de bronzen medaille in de meerkamp en op sprong. Vier jaar later in Rome won Titov de zilveren medaille in de landenwedstrijd en op vloer en wederom de bronzen medaille in de meerkamp. Tijdens Titovs zijn derde olympische optreden in het Japanse Tokio won Titov de zilveren medaille aan de rekstok en in de landenwedstrijd.
Titov werd in totaal viermaal wereldkampioen in 1958 in de landenwedstrijd en op sprong en vier jaar later aan de ringen en in de meerkamp.
Titov was van 1976 tot en met 1996 voorzitter van de Fédération Internationale de Gymnastique en van 1995 tot en met 1996 was Titov lid van het Internationaal Olympisch Comité. In 1992 werd Titov door het IOC onderscheiden met de Olympische orde in zilver.

## Resultaten

### Olympische Zomerspelen
| Jaar | Plaats    | Resultaten |
| ---- | --------- | --- |
| 1956 | Melbourne | in de landenwedstrijd aan de rekstok in de meerkamp op sprong 5e op vloer 5e op paard voltige 8e op brug 10e aan de ringen           |
| 1960 | Rome      | op vloer in de landenwedstrijd in de meerkamp 4e op sprong 5e aan de brug 5e aan de rekstok 5e op het paard voltige 6e aan de ringen |
| 1964 | Tokio     | aan de rekstok in de landenwedstrijd 13e in de meerkamp                                                                              |

### Wereldkampioenschappen turnen
| Jaar | Plaats   | Resultaten                                                                                     |
| ---- | -------- | ---------------------------------------------------------------------------------------------- |
| 1958 | Moskou   | op sprong · in de landenwedstrijd · in de meerkamp · aan de rekstok · aan de ringen · op vloer |
| 1962 | Praag    | in de meerkamp · aan de ringen · in de landenwedstrijd                                         |
| 1966 | Dortmund | in de landenwedstrijd                                                                          |

1904: Grieb, Hess, Heida, Kassell, Lenhart, Reckeweg ·
1908: Åsbrink, Bertilsson, Cedercrona, Cervin, Degermark, Folcker, Forssman, Granfelt, Hårleman, Hellsten, Höjer, Holmberg, Holmberg, Holmberg, Jahnke, Jarlén, Johnsson, Johnsson, von Kantzow, Landberg, Lanner, Ljung, Moberg, Norberg, Norberg, Norberg, Norling, Norling, Olson, Peterson, Rosén, Rosenquist, Sjöblom, Sörvik, Sörvik, Svensson, Vingqvist, Widforss ·
1912: Bianchi, Boni, Braglia, Domenichelli, Fregosi, Gollini, Loi, Maiocco, Mangiante, Mangiante, Mazzarocchi, Romano, Salvi, Savorini, Tunesi, Zampori, Zanolini, Zorzi ·
1920: Andreoli, Bellotto, Bianchi, Bonatti, Cambiaso, Contessi, Costigliolo, Costigliolo, Domenichelli, Ferrari, Fregosi, Ghiglione, Levati, Loi, Lucchetti, Maiocco, Mandrini, Mangiante, Marovelli, Mastromarino, Paris, Pastorini, Roselli, Salvi, Tubino, Zampori, Zorzi ·
1924: Cambiaso, Lertora, Lucchetti, Maiocco, Mandrini, Martino, Paris, Zampori ·
1928: Grieder, Güttinger, Hänggi, Mack, Miez, Pfister, Steinemann, Wezel ·
1932: Capuzzo, Guglielmetti, Lertora, Neri, Tognini ·
1936: Beckert, Frey, Schwarzmann, Stadel, Stangl, Steffens, Volz, Winter ·
1948: Aaltonen, Huhtanen, Laitinen, Rove, Saarvala, Salmi, Savolainen, Teräsvirta ·
1952: Beljakov, Berdijev, Korolkov, Leonkin, Moeratov, Perelman, Sjaginjan, Tsjoekarin ·
1956: Azarjan, Moeratov, Sjachlin, Stolbov, Titov, Tsjoekarin ·
1960: Aihara, Endo, Mitsukuri, Ono, Takemoto, Tsurumi ·
1964: Endo, Hayata, Mitsukuri, Ono, Tsurumi, Yamashita ·
1968: Endo, S. Kato, T. Kato, Kenmotsu, Nakayama, Tsukahara ·
1972: Kasamatsu, Kato, Kenmotsu, Nakayama, Okamura, Tsukahara ·
1976: Fujimoto, Igarashi, Kajiyama, Kato, Kenmotsu, Tsukahara ·
1980: Andrianov, Azarjan, Ditjatin, Makoets, Markelov, Tkatsjov ·
1984: Conner, Daggett, Gaylord, Hartung, Johnson, Vidmar ·
1988: Artemov, Bilozertsjev, Gogoladze, Charkow, Ljoekin, Novikov ·
1992: Belenki, Korobtsjinski, Misjoetin, Sjaripov, Tsjerbo, Voropajev ·
1996: Sergei Charkow, Krjoekov, Nemov, Podgorny, Troesj, Vasilenko, Voropajev ·
2000: Huang, Li, Xiao, Xing, Yang, Zheng ·
2004: Kashima, Mizutori, Nakano, Tomita, Tsukahara, Yoneda ·
2008: Chen, Huang, Li, Xiao, Yang, Zou ·
2012: Chen, Feng, Guo, Zhang, Zou ·
2016: Katō, Shirai, Tanaka, Uchimura, Yamamuro ·
2020: Abljazin, Beljavskij, Dalalojan, Nagorny ·
2024: Hashimoto, Kaya, Oka, Sugino, Tanigawa
- International Standard Name Identifier: 0000 0000 3506 0565
- Library of Congress Control Number: n98020484
- SNAC: w6fk7297
- Virtual International Authority File: 16537295
- WorldCat: E39PBJdrMBHh4xcK4Rt66CW7HC